# Кандагарське ханство
Кандагарське ханство (перс. شاهزاده قندهار; 1818—1855 роки) — держава в Афганістані зі столицею в Кандагарі, яка утворилася в результаті розпаду Імперії Дуррані. З самого початку перебувало в зоні впливу афганських емірів з Кабулу. У 1830-х роках здобуло повну самостійність. Зрештою у 1855 році було приєднано до Афганського емірату.

## Історія

### Передумови
Було важливим містом у часи держав Саффаридів та Назридів. Формування перших державних утворень навколо Кандагару відносять до початку XIV ст., коли занепала держава Ільханів, від якої відколовся Сістан на чолі з династією Міхрабанидів. У 1383 році Кандагарська область була підкорено Тамерланом, який передав її у 1392 році онуку-спадкоємцю Пір-мухаммеду, якою той зі смерті діда у 1405 році правив як самостійний володар.
У 1407 році після загибелі Пір-Мухаммеда напівнезалежний статус Кандагарської держави було ліквідовано. З 1470-х років стала центром намісництва в хорасанській державі Хусейна Байкари (з Тимуридів). Після занепаду останнього у 1508 році тут деякий час була столиця держави Аргунідів (до 1522 року). З середини XVI ст. Кандагарська область увійшла до складу імперії Великих Моголів. Згодом стала об'єктом боротьби між могольськими падишахами та перськими шах-ін-шахами.
У 1706 році внаслідок повстання мір-Вайс-хана з племені гільгеїв утворився Кандагарський емірат, який у 1709 році було визнано незалежним. У 1722 році представники панівної династії Хотакі стали також шахами Персії. Втім у 1729 році їх було повалено. У 1730-х роках Кандагар втратив незалежність, увійшовши до держави Надір Шаха.
У 1747 році емірат Кандагару відновив незалежність. Невдовзі став столицею Дуррайнійської імперії. У 1776 році столицю було перенесено до Кабула.

### Утворення
Після смерті в 1793 році Тимур-Шах Дуррані, володаря Дурранійської імперії, новим володарем став Земан-шах. Втім проти цього виступив його брат Махмуд-шах, намісник Герату. В цей час відбулося посилення гілки мухаммадзай племені Баракзай, очільник якої сардар Паїнда-хан став фактичним правителем Кандагару. Побоюючись цього, Земан-шах у 1799 або 1800 році наказав того стратити. Це призвело до переходу мухаммадзаї на бік Махмуд-шаха. 1801 року він захопив Кабул та повалив Земан-шаха. Проте втриматися на троні довго не зміг, оскільки вступив у конфлікт з племен бараказай: в результаті декілька разів його було повалено. Зрештою у 1818 році Дост Мухаммед хан Баракзай захопив Кабул, а в Кандгарі та Пешаварі затвердилися його родичі як напівнезалежні хани.
Втім з самого початку влада в Кандагарі не була сильною та стабільною, оскільки ханством стали правити декілька братів Дост Мухаммед-хана, який став еміром Афганістану. Їхні постійні суперечки між собою послаблювали державу. Разом з тим збільшувалося невдоволення централізаторською політикою Дост Мухаммед-хана. Це особливо позначилося у 1831—1837 роках, що завадило еміру Афганістану захопити Гератське ханство. Така політика призвела у 1839 році до зайняття Кандагару англійськими військами, які відновили на троні Шуджу-Шаха Дуррані (відомо як Перша англо-афганська війна). Останні також спиралися на допомогу Гератського ханства. Втім у 1842 році внаслідок послаблення Герату та потужне повстання в Кабільській та Кандагарській областях англійці відступили.

### Ліквідація
З 1840-х років держава, зберігаючи внутрішню самостійність у внутрішній політиці, дотримувалася союзу з еміратом Афганістану, підтримуючи його в усіх справах з огляду на небезпеку з боку Великої Британії. Разом з тим почали наступ на хазарійські племена бабалі, дайчупан та чура, які було змушено сплачувати данину (санг-я-буз). У 1855 році після смерті кандагарського володаря Кохан-Діль-хана, держава увійшла до складу Афганістану. Його сини вже були сардарами (намісниками) центрального уряду.

## Хани
- Шерділ-хан (1818—1826)
- Пурділ-хан (1818—1830)
- Коханділ-хан (1832—1839), вперше
- ліквідація ханства англійцями
- Коханділ-хан (1842—1855), вдруге